# Laurent Cathala
Pour les articles homonymes, voir Cathala.
 (mai 2015).
Laurent Cathala est un homme politique français, né le 21 septembre 1945 à Saint-Jean-de-Barrou (Aude). Maire socialiste de Créteil depuis 1977, il est réélu en 2020 pour un huitième mandat. Il est député du Val-de-Marne de 1981 à 2017 et secrétaire d'État à la Famille, aux Personnes âgées et aux Rapatriés entre 1991 et 1993 dans les gouvernements Cresson et Bérégovoy.

## Biographie
Diplômé d'État d'infirmier à l’hôpital Lariboisière à Paris, Laurent Cathala est, de 1970 à 1977, cadre infirmier de l’Assistance publique, à l’hôpital Henri-Mondor de Créteil.
Élu député du Val-de-Marne en 1993, puis réélu jusqu'en 2017 où il ne se représente pas en raison de l'application de la loi sur le non-cumul des mandats, il fait partie du Groupe socialiste.
Le 27 janvier 2016, il devient le premier président de l'Établissement public territorial T11 (aujourd'hui établissement public territorial Grand Paris Sud Est Avenir), une nouvelle structure intercommunale du sud-est du Val-de-Marne créée dans le cadre du Grand Paris. Il est élu par 36 voix contre 34 au favori, l'élu MoDem Jean-Jacques Jégou avec 3 votes blancs et 1 nul.
Il est membre de l'équipe de campagne d'Arnaud Montebourg pour la primaire citoyenne de 2017.

## Mandats
- 14/03/1976 : premier mandat en tant que conseiller général du Val-de-Marne (canton de Créteil-Sud).
- 14/03/1977 - 13/03/1983 : maire de Créteil (Val-de-Marne)
- 02/07/1981 - 01/04/1986 : député du Val-de-Marne
- 14/03/1983 - 19/03/1989 : maire de Créteil
- 22/03/1985 - 27/06/1988 : conseiller général du Val-de-Marne
- 02/04/1986 - 14/05/1988 : député du Val-de-Marne
- 13/06/1988 - 17/06/1991 : député du Val-de-Marne
- 20/03/1989 - 18/06/1995 : maire de Créteil
- 18/05/1991 - 22/07/1991 : secrétaire d'État à la Famille et aux Personnes âgées (auprès du ministre des Affaires sociales et de l'Intégration)[4]
- 23/07/1991 - 02/04/1992 : secrétaire d'État à la Famille, aux Personnes âgées et aux Rapatriés (auprès du ministre des Affaires sociales et de l'Intégration)
- 27/03/1992 - 17/04/1993 : conseiller général du Val-de-Marne
- 05/04/1992 - 29/03/1993 : secrétaire d'État à la Famille, aux Personnes âgées et aux Rapatriés (auprès du ministre des Affaires sociales et de l'Intégration)
- 02/04/1993 - 21/04/1997 : député du Val-de-Marne
- 19/06/1995 - 18/03/2001 : maire de Créteil, Val-de-Marne
  - réélu le 9 mars 2008
  - réélu le 30 mars 2014
- 01/06/1997 - 18/06/2002 : député du Val-de-Marne
  - réélu depuis 2007
- 16/03/1998 - 24/03/1998 : conseiller régional d'Île-de-France
- depuis le 27/01/2016 : président de l'Établissement public territorial Grand Paris Sud Est Avenir

## Décorations
- Chevalier de la Légion d'honneur, 14 juillet 2019[5]. Laurent Fabius, Président du Conseil constitutionnel en exercice, lui remet les insignes de chevalier à l'Hôtel de ville de Créteil le 7 novembre 2019, en présence de nombreuses figures politiques[6].